# Dennis Junk

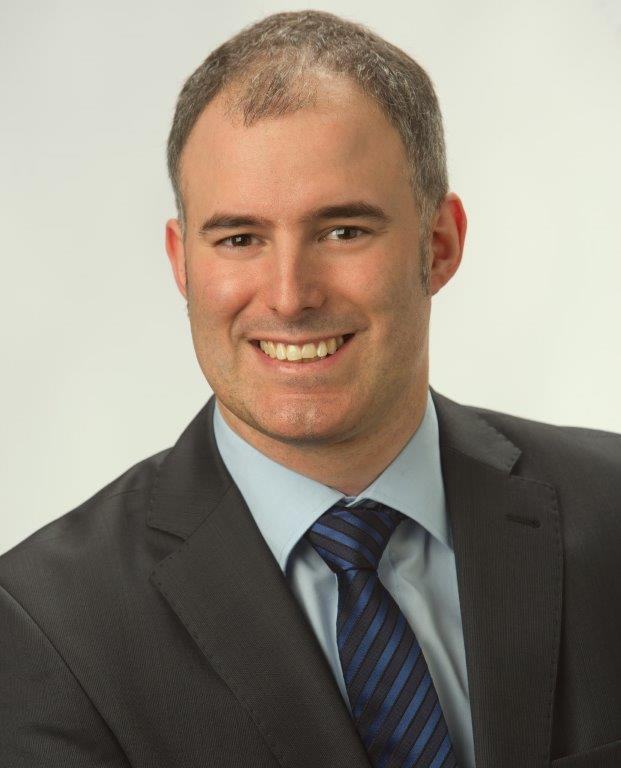
Dennis Junk

Dennis Junk (* 30. April 1984 in Wittlich) ist ein rheinland-pfälzischer Politiker der CDU, Landtagsabgeordneter und ehemaliger Bürgermeister der Verbandsgemeinde Wittlich-Land. Er gehört dem 18. Landtag von Rheinland-Pfalz ab Beginn der Legislatur am 18. Mai 2021 an.

## Leben
Junk wuchs in Hontheim auf. Nach dem Abitur 2003 am Peter-Wust Gymnasium in Wittlich absolvierte er seine Ausbildung zum Bankkaufmann bei der ehemaligen Raiffeisenbank Zeller Land eG (der heutigen Raiffeisenbank MEHR eG Mosel - Eifel - Hunsrück - Region). Anschließend war er von 2007 bis 2010 als selbstständiger Finanzberater tätig. Mitte 2010 begann er sein Verwaltungsstudium an der Fachhochschule für öffentliche Verwaltung in Mayen und schloss dieses 2013 als Bachelor of Arts (FH) ab. Bis zu seiner Wahl als Bürgermeister der Verbandsgemeinde Wittlich-Land arbeitete er bei der Verbandsgemeindeverwaltung Kröv-Bausendorf.
2012 heiratete er die Radiologin Sabine Reinheimer. Das Paar hat zwei Kinder. Die Familie lebt in Salmtal.
Als Jugendlicher spielte Junk unter anderem für den FSV Salmrohr Fußball. So bestritt er unter Verbandstrainer Ewald Hammes mehr als 50 Spiele für den Fußballverband Rheinland. Mehrere Verletzungen beendeten im Seniorenbereich jedoch weitere Ambitionen. Seit 2016 ist er Teil der deutschen Fußballnationalmannschaft der Bürgermeister.

## Politik
2003 trat er in die CDU ein und übernahm Verantwortung in unterschiedlichen Parteigremien. Von 2005 bis 2011 war er Kreisvorsitzender der Jungen Union Bernkastel-Wittlich, anschließend bis 2020 Vorsitzender des CDU-Gemeindeverbandes Wittlich-Land. Seit 2005 ist er Mitglied im CDU-Bezirksvorstand Trier. Im Herbst 2021 übernahm er nach fast 30 Jahren von Alexander Licht den Vorsitz des CDU-Kreisverbandes Bernkastel-Wittlich. Zwischen 2004 und 2009 war er Mitglied im Verbandsgemeinderat Kröv-Bausendorf. Seit 2014 ist er darüber hinaus Mitglied im Kreistag Bernkastel-Wittlich. In einer Stichwahl am 8. Juni 2014 konnte er sich mit 55,4 % der Stimmen gegen den verbliebenen Mitbewerber Alois Meyer von den Freien Wählern als Nachfolger von Bürgermeister Christoph Holkenbrink durchsetzen und führte seit 1. Juli 2014 die im Rahmen der Kommunalreform um die Verbandsgemeinde Manderscheid vergrößerte Verbandsgemeinde Wittlich-Land. Am 9. Januar 2020 gab Junk bekannt, sich bei den Landtagswahlen 2021 um das Mandat im Wahlkreis Wittlich (Wahlkreis 22) zu bewerben. In der entsprechenden Aufstellungsversammlung Ende Juni 2020 wurde er von den Mitgliedern mit 94 % der Stimmen nominiert. Bei der Landtagswahl am 14. März 2021 gewann er sein Direktmandat mit über 45 % der Stimmen. Junk ist als Abgeordneter stellvertretender Vorsitzender der Strafvollzugskommission und Mitglied in den Ausschüssen für Gleichstellung und Frauen und Inneres, Sport und Landesplanung (Innenausschuss) sowie der Enquete-Kommission „Zukunftsstrategien zur Katastrophenvorsorge“. Weiterhin ist er stellvertretendes Mitglied im Petitionsausschuss des Landtages.
Zudem war er seit dem 13. März 2023 bis zum 13. März 2025 Ortsbürgermeister von Salmtal.

### Mitgliedschaft und Ämter
Junk war neben seinem Bürgermeisteramt in mehreren Gremien und Ämtern tätig: Er gehörte den Aufsichtsräten der Rheinland-Pfalz Tourismus GmbH, der Eifel Tourismus GmbH, der Mosellandtouristik GmbH, der Gesundland-Vulkaneifel GmbH sowie der Planungsgemeinschaft Trier an. Er war stellvertretender Vorsitzender der Natur- und Geopark GmbH. Von 2017 bis 2020 stand er darüber hinaus dem Zweckverband Wasserversorgung Eifel-Mosel vor, der in der Region 99 Städte und Gemeinden mit insgesamt rund 85.000 Einwohnern mit Trinkwasser versorgt. Im alternierenden Wechsel mit dem Bürgermeister der Stadt Wittlich hatte er von 2016 bis 2019 auch den Vorsitz der Volkshochschule Wittlich Stadt und Land inne. In seiner Zeit als Vorsitzender des Zweckverbandes Industriepark Region Trier begannen die Planungen für die Erweiterung des Areals um weitere 40 Hektar. Anschließend gehörte er dem Gremium als stellvertretender Vorsitzender an.
Weiterhin ist Junk Mitglied im Verwaltungsrat der Sparkasse Mittelmosel. Er engagiert sich als stellvertretender Vorsitzender im Förderverein Kloster Himmerod, dem Clara-Viebig-Zentrum in Eisenschmitt sowie dem Maarmuseum e.V. in Manderscheid. Auch über seine Zeit als Bürgermeister hinaus ist er beim Gemeinde- und Städtebund Rheinland-Pfalz aktiv, aktuell als beratendes Vorstandsmitglied.